# Wensleydale (race ovine)
Le wensleydale est une race ovine anglaise originaire de la région du Wensleydale dans le Yorkshire du Nord,. Il présente une tête grise et possède une longue toison bouclée. Cette race a été développée au cours du XIXe siècle par le croisement de leicester et de teeswater. C'est l'une des races ovines parmi les plus lourdes et les plus grandes. Elle est classée dans la catégorie « à risque » par le Rare Breeds Survival Trust qui s'occupe des races domestiques menacées d'extinction au Royaume-Uni, car il n'existe que moins de 1 500 brebis reprodutrices inscrites au herd-book. Cette race sert aujourd'hui à l'amélioration d'autres races pour obtenir de la viande d'agneau de qualité et pour produire de la laine haut-de-gamme,.

## Description
Le wensleydale est un mouton à longue laine avec la tête, les oreilles et les pattes de couleur grises. Les oreilles sont plutôt longues et dressées. Il ne possède pas de cornes et présente une frange de laine sur le front. Sa laine est brillante et l'une des plus qualitatives du monde, légèrement bouclée. Le bélier pèse 300 livres, et la brebis 250 livres. L'agneau naît noir. La brebis donne naissance souvent à des jumeaux qui pèsent 13 livres à la naissance, et 160 livres à 21 semaines. Un agneau unique à la naissance pèse 57 livres au bout de huit semaines. La laine est de 33-35 microns.

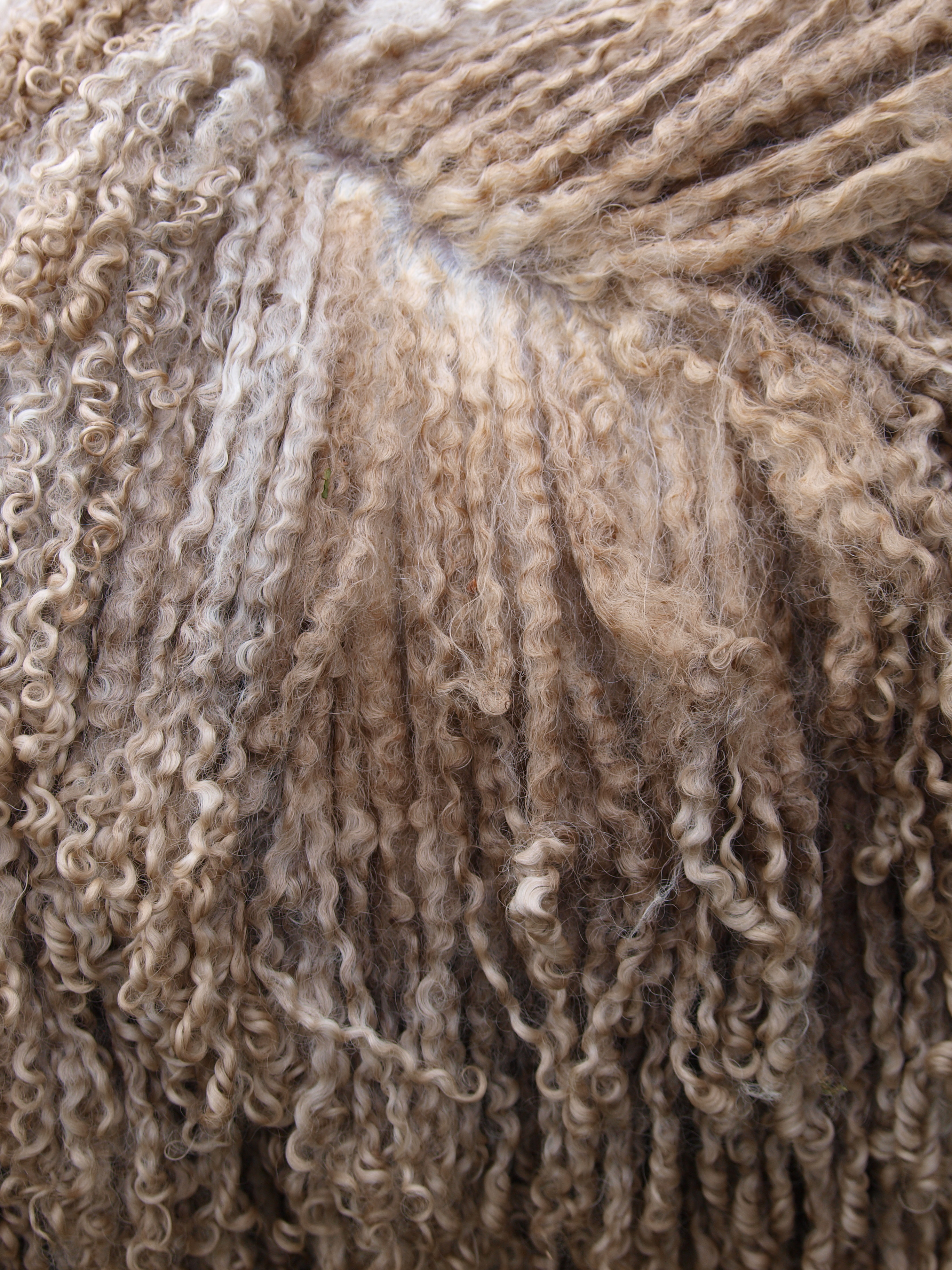
Laine d'un mouton adulte.
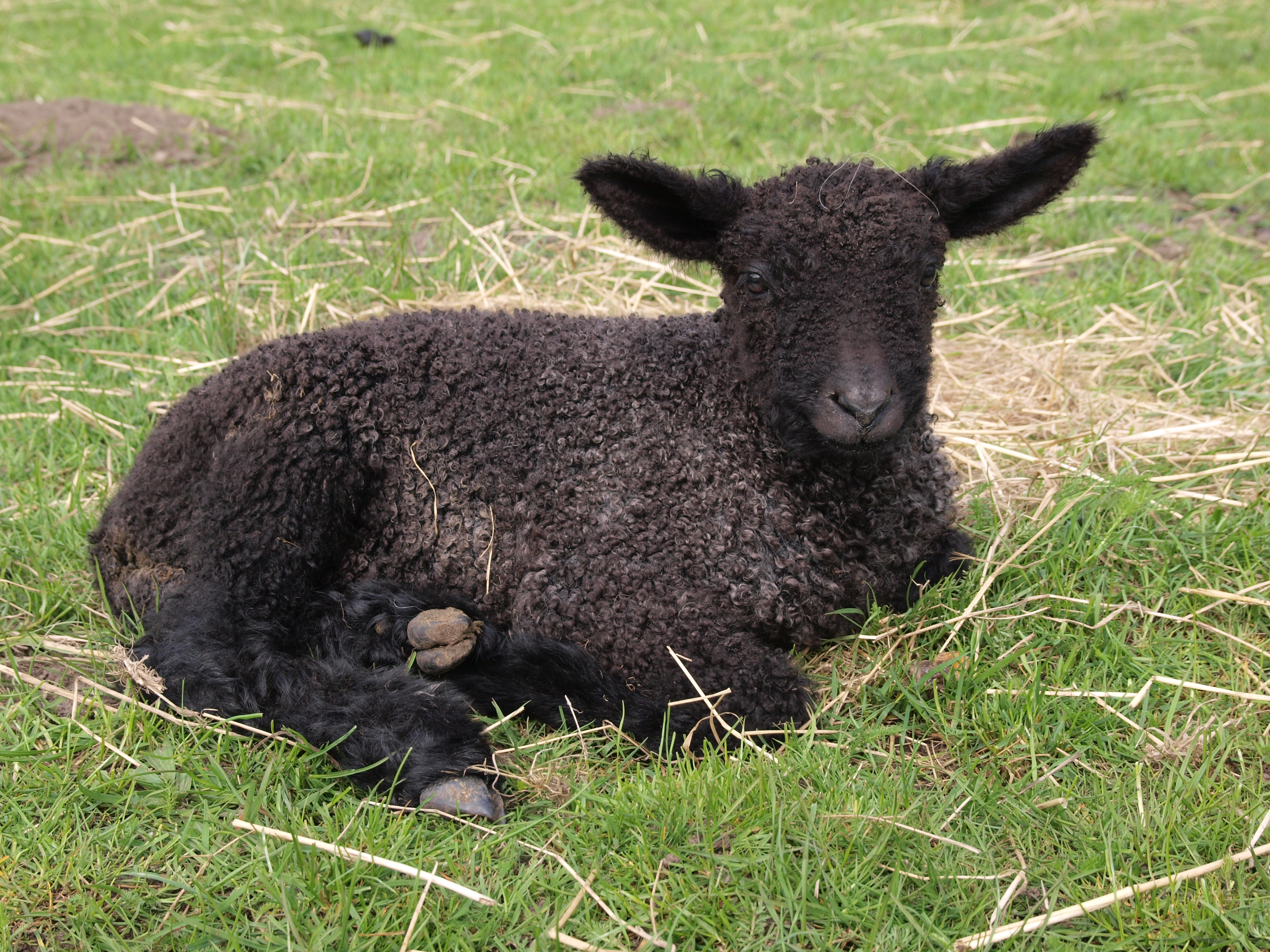
Agneau de six jours.
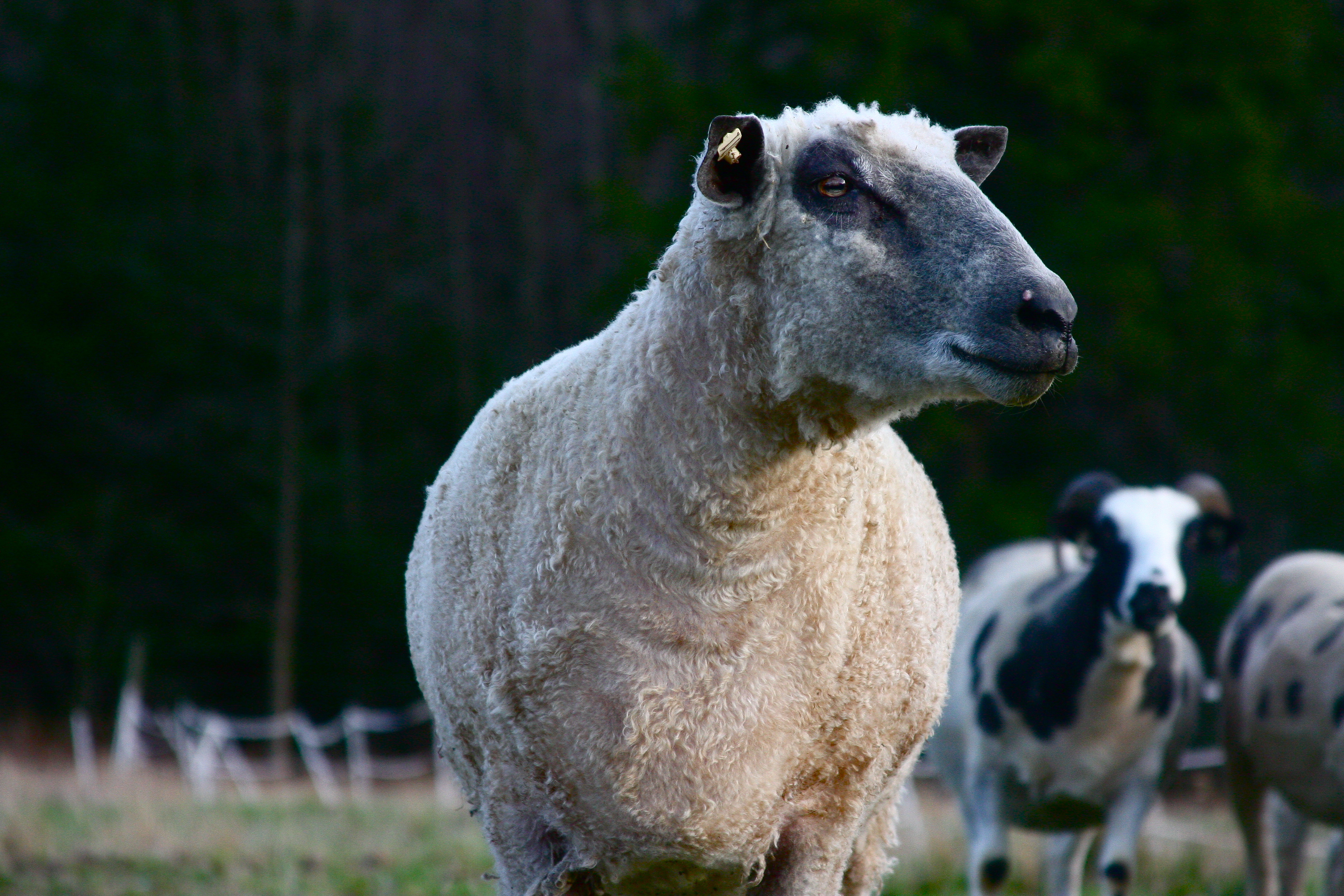
Wensleydale tondu.

## Histoire
Le croisement entre un bélier leicester et une brebis teeswater donne naissance en 1838 au premier bélier (dénommé Blue Cap) de la race Wensleydale. Cette race s'est diffusée dans tout le Royaume-Uni et s'est exportée en Europe continentale et aux États-Unis.